# Poltári járás

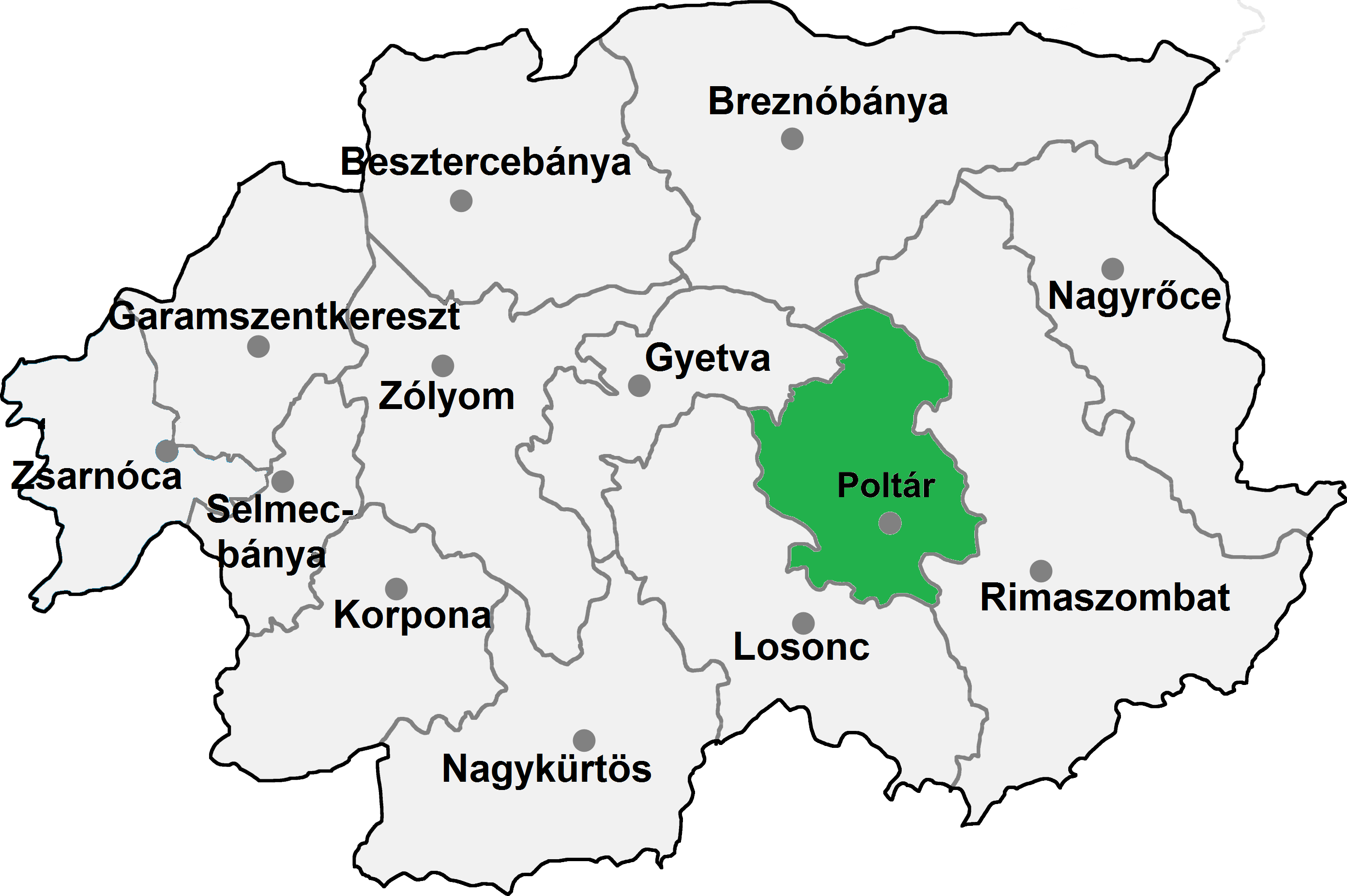
A Poltári járás

A Poltári járás (Okres Poltár) Szlovákia Besztercebányai kerületének közigazgatási egysége. Területe 505 km², lakosainak száma 23 666 (2001), székhelye Poltár (Poltár). A járás területe részben az egykori Nógrád vármegye, részben Gömör-Kishont vármegye területe volt.

## Népessége
| Év:            | 1994.  | 2004.   | 2014.   | 2024.   |
| -------------- | ------ | ------- | ------- | ------- |
| Emberek száma: | 23 209 | 22 893  | 22 074  | 20 135  |
| Eltérés:       |        | -1,36 % | -3,57 % | -8,78 % |

| Év:            | 2023.  | 2024.   |
| -------------- | ------ | ------- |
| Emberek száma: | 20 247 | 20 135  |
| Eltérés:       |        | -0,55 % |

## A Poltári járás települései
- Csehberek (České Brezovo)
- Cserepes (Hrnčiarska Ves)
- Fazekaszsaluzsány (Hrnčiarske Zalužany)
- Ipolyberzence (Breznička)
- Ipolymagyari (Uhorské)
- Ipolyróna (Rovňany)
- Kálnó (Kalinovo)
- Kiskorna (Krná)
- Losoncnagyfalu (Veľká Ves)
- Málnapatak (Málinec)
- Nemesfalva (Mládzovo)
- Ozdin (Ozdín)
- Poltár (Poltár)
- Rimakokova (Kokava nad Rimavicou)
- Susány (Sušany)
- Szinóbánya (Cinobaňa)
- Telep (Selce)
- Újantalvölgy (Utekáč)
- Újantalfalva (Šoltýska)
- Vágó (Ďubákovo)
- Várkút (Hradište)
- Zlatnó (Zlatno)